# Monachicchio
Il Monachicchio è il nome, in forma italianizzata, di un personaggio del folklore lucano. Sebbene l'origine e l'aspetto del suo mito hanno molto in comune con quelli dello Scazzamurrieddhru e del Munaciello napoletano, il Monachicchio non solo ha una sua precisa identità, ma le sue descrizioni variano da zona a zona della Basilicata.

## Origine del mito
L'origine del mito va cercata nelle tradizioni religiose romane, che attribuivano ai Lari e ai Penati la protezione dei defunti e della casa. Con l'avvento del Cristianesimo queste figure pagane vennero pian piano assimilate, nell'immaginario popolare, con quella dello spirito Incubo, di cui alcune manifestazioni del Monachicchio lucano ereditano gran parte dei loro attributi.

## Aspetto
La descrizione del Monachicchio e delle sue capacità sovrannaturali varia da zona a zona della Basilicata.
Seconda la tradizione di Grassano, in provincia di Matera, il Monachicchio è lo spirito di un bambino morto prima di ricevere il battesimo. Di bell'aspetto e di carattere gentile, porta in testa un berrettino di color rosso, detto u cuppulicchi ("il cappellino").
Solitamente appare ai bambini, sia di giorno che di notte, e con questi trascorre molto tempo a scherzare e a giocare a rincorrersi: infatti, questa è la cosa che più lo diverte, poiché sa che se i compagni di gioco gli togliessero u cuppulicchi, ne raccoglierebbero le monetine d'oro che questo contiene. Con gli adulti si diverte a togliere le coperte dal letto, fare il solletico ai piedi delle persone, posarsi su di esse mentre dormono (come un Incubo) e legare i peli della coda di asini e muli o la criniera dei cavalli, per poi attendere fino all'alba, quando i contadini si levano dal letto, guardare da sotto la pancia degli animali e cominciare a ridere a crepapelle alla vista dei vani tentativi dei contadini di scogliere i nodi fatti con i crini.
Con le donne, si diverte a sussurrare parole dolci nelle orecchie delle belle ragazze e leccare le guance di quelle paffute.
Poi, quando è soddisfatto dei suoi scherzi, battendo le mani sparisce nel suo fantastico mondo, dove abita in una grotta ricca di tesori.
(Carlo Levi, Cristo si è fermato a Eboli)
Secondo la tradizione del materano, il Monachicchio è un folletto che fa dispetti, i quali, però, mai causano problemi o danni seri.
Si diverte a fare il solletico ai piedi delle persone, posarsi su di esse mentre dormono, tirare i capelli e dare forti pizzicotti. 
L'unico modo per porre fine ai loro scherzi è privarlo del cappello.
Nella tradizione marateota, al Monachicchio vengono attribuiti anche gesti di pura cattiveria, e spesso finisce per essere equiparato al Diavolo. Descritto come un bambino di poco più di sei anni, appare sempre sporco di terra e con uno strano berretto color rosso.
Anche se a volte si limita a fare piccoli scherzi senza gravi conseguenze (come svuotare la cantina delle case o torturare i dormienti con rumori per tutta la notte), questo promette grandi tesori alle sue vittime, che sceglie secondo oscuri requisiti, a patto che questi compiano determinate imprese o azioni indicate dallo spiritello, che in realtà faranno loro perdere l'anima o ne causeranno la morte.

## Poteri
Generalmente, gli vengono attribuiti la guardia e la sovranità della terra: i Monachicchi sono, nell'immaginario popolare lucano, i custodi dei tesori sotterrati; fantasia nata dalla grande quantità di materiale archeologico presente nel sottosuolo lucano.
La creatura li promette a chi riesce a sottrargli il cappello, ma non sempre mantiene i patti.
(Carlo Levi, Cristo si è fermato a Eboli)
Il Monachicchio sarebbe anche invulnerabile ai colpi d'arma da fuoco:
(Carlo Levi, Cristo si è fermato a Eboli)

## Fonti e Bibliografia
- Carlo Levi, Cristo si è fermato a Eboli, Einaudi 1945.
- Tina Polisciano, Maratea: quando il pane aveva il sapore del mare, Newton & Compton, 2002.